# Diego Ramírez de Arellano
Diego Ramírez de Arellano (1565-1624) est un cosmographe espagnol qui fut pilote (navigateur en chef) de l'expédition Garcia de Nodal en 1619.

## Postérité
Les îles Diego Ramirez et le cap San Diego ont été nommées en son honneur. 